# Osunięcie ziemi w Gjerdrum
Osunięcie ziemi w Gjerdrum – gwałtowne osuwisko gliny, które miało miejsce we wczesnych godzinach porannych 30 grudnia 2020 we wsi Ask, centrum administracyjnym Gjerdrum w Norwegii. O powierzchni 300 na 700 metrów (980 na 2300 stóp). W wyniku osunięcia ziemi zawaleniu uległo 31 domów mieszkalnych i 9 innych budynków.
Od 3 stycznia 2021 potwierdzono śmierć siedmiu osób w wyniku osunięcia się ziemi, trzy pozostają zaginione.
Jak podają norweskie media, przyczyny osuwiska zostaną zbadane przez policję.

## Historia
W przeszłości w gminie Gjerdrum miały miejsce osuwiska. W nocy z 20 na 21 października 1924 osunięcie się ziemi zniszczyło kilka gospodarstw i uszkodziło 1600 metrów drogi. W 1973 roku w Ask doszło do osuwiska. W 1980 roku doszło do osunięcia się ziemi w pobliżu południowego końca osuwiska z 2020 roku. W 2014 osuwisko zniszczyło dwa domy.
W lipcu 2008 w artykule opublikowanym w Romerikes Blad stwierdzono, że hydrolog i geolog Steinar Myrabø ostrzegł gminę przed erozją gleby i potencjalnym ryzykiem osunięcia ziemi, wzywając do wstrzymania budowy w Nystulia w imieniu oddziału lokalnego Norweskiego Towarzystwa Ochrony Przyrody. W listopadzie 2020 na dnie obszaru, na którym osuwisko miało nastąpić pod koniec przyszłego miesiąca, rozpoczęto prace budowlane obejmujące kopanie i ciężkie maszyny. Według nadawcy publicznego NRK intensywne opady deszczu w dniach poprzedzających incydent mogły spowodować ruchy gleby na tym obszarze.

## Akcja poszukiwawcza i ratunkowa
Pierwsze doniesienia o osuwisku nadeszły o godz. 3:51 w dniu 30 grudnia 2020. Dziesięć osób zostało rannych, z czego 26 początkowo zgłoszono zaginięcie, choć później ustalono, że faktyczna liczba zaginionych wynosiła 10. 
W pierwszym dniu Nowego Roku zwrócono się o pomoc do Szwecji; 14-osobowy miejski zespół poszukiwawczo-ratowniczy ze Szwecji pracował na miejscu i został zwolniony tego samego wieczoru po przybyciu dodatkowego norweskiego personelu ratowniczego.
Do 1 stycznia 2021 policja opublikowała szczegółowe informacje na temat dziesięciu zaginionych osób. Tego samego dnia zgłoszono pierwszą ofiarę. Przed południem 2 stycznia znaleziono ciało drugiej ofiary, a później tego samego dnia – kolejne dwie martwe osoby. 3 stycznia znaleziono kolejne trzy osoby martwe, co zwiększyło liczbę ofiar śmiertelnych do siedmiu. Wciąż brakuje trzech osób, a poszukiwania trwają.
5 stycznia 2021 norweskie władze stwierdziły, że nie mają już nadziei na znalezienie kolejnych ocalałych. Trzy osoby nadal uważa się za zaginione. Katastrofa została nazwana „jednym z najgorszych osunięć ziemi we współczesnej historii Norwegii”. Zostało zniszczone co najmniej 9 budynków zawierających ponad 30 mieszkań. Co najmniej 1000 osób ewakuowano z wioski liczącej ponad 6000 mieszkańców.
Film udostępniony przez policję 6 stycznia pokazuje helikopter ratunkowy nad lawiną, szukający ocalałych. Film jest nagrywany z policyjnego helikoptera, a z komunikatów można usłyszeć, jak próbują skierować helikopter ratunkowy do miejsca, w którym przeżyli.

### Ofiary
Nazwiska ofiar zostały upublicznione 1 stycznia za zgodą ich rodzin.
| Imię i nazwisko                    | Wiek | Data znalezienia | Potwierdzony zgon |
| ---------------------------------- | ---- | ---------------- | ----------------- |
| Eirik Grønolen                     | 31   | 1 stycznia       | Tak               |
| Lisbeth Neraas                     | 54   | 2 stycznia       | Tak               |
| Marius Brustad                     | 29   | 3 stycznia       | Tak               |
| Bjørn-Ivar Grymyr Jansen           | 40   | 2 stycznia       | Tak               |
| Alma Grymyr Jansen                 | 2    | 2 stycznia       | Tak               |
| Charlot Grymyr Jansen              | 31   | 3 stycznia       | Tak               |
| Irene Ruud Gundersen               | 69   | 3 stycznia       | Tak               |
| Rasa Lasinskiene                   | 49   | Nieznana         | Nie               |
| Ann-Mari Olsen-Næristorp           | 50   | Nieznana         | Tak               |
| Victoria Emilie Næristorp-Sørengen | 13   | Nieznana         | Tak               |

### Poszukiwania domniemanych zmarłych
5 stycznia policja poinformowała, że nie ma już nadziei na znalezienie osób, które przeżyły, ale będą kontynuować poszukiwania trzech ostatnich domniemanych zmarłych. 
Norweskie Siły Zbrojne i ich sprzęt opuściły ten obszar, pozostawiając na miejscu tylko Straż Krajową.

## Zmobilizowane zasoby
W akcję poszukiwawczo-ratowniczą zaangażowanych było wiele organizacji rządowych i prywatnych, jednostek wojskowych i organizacji ochotniczych: 

### Agencje rządowe
- Norweska Obrona Cywilna - Schrony dla organizacji HQ i SAR, logistyki, dowozów i tworzenia tymczasowych linii wodociągowych i kanalizacyjnych na dotkniętych obszarach.
- Norweska Dyrekcja Zasobów Wodnych i Energii - Analiza gruntu i lawiny, profesjonalne doradztwo dla policji
- Szwedzka Agencja Ochrony Cywilnej - zespół USAR

### Organizacje prywatne
- Norweski Instytut Geotechniczny - Ekspertyza geologiczna
- Multiconsult - Analiza gruntu i lawiny.

### Organizacje wolontariackie
- Regionalne jednostki Czerwonego Krzyża - Ewakuacja osób poszkodowanych, pogotowie ratunkowe i organizacja centrów ewakuacyjnych.
- Norweska pomoc ludowa - karetki wolontariackie, ewakuacja domu opieki, pojazdy, organizacja centrów ewakuacyjnych.
- Norweskie Stowarzyszenie Psów Ratowniczych - 28 jednostek K9 w gotowości.
- Norweska Liga Przekaźników Radiowych - Organizacja sygnałów i komunikacji.

### Norweskie siły zbrojne
- Batalion inżynieryjny - kładka mostowa Leguan, system wzmocnienia podłoża i wsparcie załóg SAR w rejonie katastrofy.
- Norweska straż wewnętrzna - ochrona granicy katastrofy.
- Komandorskie Operacje specjalne - Drone Search i organizacja przestrzeni powietrznej.
- 330 Squadron - Helikoptery ratownicze (Sea King i SAR Queen).
- Dywizjon 333 - samolot rozpoznawczy P-3C Orion, wstępne przeszukanie rejonu katastrofy.
- 339 Eskadra Lotnictwa Operacji Specjalnych - dwa helikoptery Bell 412, poszukiwania i ratownictwo oraz transport personalny.
- Batalion Wywiadowczy - Analiza obrazu ze zdjęć z drona.

## Następstwa
Czerwony Krzyż w Nannestad i Gjerdrum otrzymał dużą ilość darowizn w postaci zabawek, odzieży i artykułów higienicznych dla ofiar osuwiska.
Po katastrofie kilka serwisów informacyjnych ujawniło, że obszar dotknięty katastrofą został wyznaczony jako teren wysokiego ryzyka dla osuwisk już w 2005, oraz że zaplanowano nową ocenę w 2021 roku, ze względu na zwiększoną liczbę projektów mieszkaniowych i budowlanych w regionie.
Kilku ekspertów i inżynierów skrytykowało później norweski rząd krajowy, a także samorząd lokalny za to, że nie traktują poważnie obszarów wysokiego ryzyka i pozwalają na kontynuację projektów mieszkaniowych, pomimo posiadania „jasnych instrukcji, jak radzić sobie z tymi obszarami przez ponad pięćdziesiąt lat”.

## Reakcje
31 grudnia 2020 premier Norwegii Erna Solberg odwiedziła obszar dotknięty katastrofą, a król tego kraju Harald V część swojego przemówienia noworocznego, transmitowanego przez NRK i TV2, poświęcił osobom poszkodowanym.
Następnego dnia publicznie swoje współczucie wyraził także król Szwecji Karol XVI Gustaw. Prezydent Finlandii Sauli Niinistö i premier Sanna Marin również złożyli kondolencje norweskiemu rządowi i obywatelom Norwegii
3 stycznia 2021 król Harald V, królowa Sonja i następca tronu Haakon odwiedzili obszar katastrofy, aby porozmawiać z ratownikami, ochotnikami, ewakuowanymi i ich krewnymi.